# Nikolaï Nikonov
Pour les articles homonymes, voir Nikonov.
Nikolaï Borissovitch Nikonov (en russe : Николай Борисович Никонов), né le 6 juin 1797 et mort le 11 mai 1880 à Saint-Pétersbourg, est un amiral russe. Il prit part à la Guerre russo-turque de 1828-1829.

## Biographie
Issu d'une famille noble du gouvernement de Kherson et frère de l'amiral Piotr Borissovitch Nikonov, Nikolaï Borissovitch Nikonov commença sa carrière de marin dans la Flotte de la mer Noire en novembre 1809. Il fut nommé garde-marine en 1812 (grade en vigueur dans la Marine impériale de Russie de 1716 à 1917), aspirant en 1816. Avec le grade de lieutenant, il commanda le navire de transport Leo. En 1828, lors de la Guerre russo-turque, il reçut le baptême du feu.
En 1832, Nikolaï Borissovitch Nikonov fut promu adjudant et commanda la Flotte et les ports de la mer Noire, en 1834 il exerça le commandement à bord de la frégate Agatopol.
En 1837 promu capitaine (deuxième rang - grade correspondant à celui de lieutenant dans l'infanterie ou l'armée de l'air), il commanda la frégate Archipel et prit part aux hostilités opposant les Russes aux Montagnards lors de la Guerre du Caucase (1785-1764), au débarquement qui permit la prise du cap Adler (situé sur la mer Noire).
Transféré dans la Flotte de la mer Baltique, le 3 décembre 1839, Nikolaï Borissovitch Nikonov reçut l'Ordre de Saint-Georges (quatrième classe). En 1839 promu capitaine (premier rang - grade correspondant à celui de colonel dans l'infanterie ou l'armée de l'air), il commanda la frégate Vénus.
En 1842, Nikolaï Borisovitch Nikonov obtint le commandement du 15e équipage appartenant à la 2e division navale et le 18 mai 1855, il commanda la 1re brigade de la 3e division navale.
En 1855, Nikolaï Borissovitch siégea au département de l'artillerie à l'Amirauté. Le 26 août 1855, il fut élevé au grade de kontr-admiral, en 1861, il atteignit le grade suprême de la marine, celui d'amiral mais fut mis à la retraite.

### Décès et inhumation
Nikolaï Borissovitch Nikonov décéda le 11 mai 1880 et fut inhumé au cimetière Novodietvichi à Saint-Pétersbourg.

## Distinction
- 1839 : Ordre de Saint-Georges (quatrième classe)

## Sources
- (ru) Cet article est partiellement ou en totalité issu de l’article de Wikipédia en russe intitulé « Никонов, Николай Борисович » (voir la liste des auteurs).
- Dictionnaire biographique russe A.A Polovtsova (1896-1918)